# Giovanni Severini (cestista)
Giovanni Severini (Macerata, 23 aprile 1993) è un cestista italiano.

## Carriera

### Club
Esordisce in Serie A nel 2009 tra le file della Mens Sana Basket nella partita contro la Victoria Libertas Pesaro. Resta legato alla società senese per tre stagioni.
Nelle stagioni 2012-13 e 2013-14 gioca in Divisione Nazionale A con la Pallacanestro Chieti e la Pallacanestro Firenze.
Nel 2014 torna a disputare il massimo campionato italiano, questa volta con la Scandone Avellino.
Nella stagione 2015-2016 raggiunge le semifinali scudetto e la finale di Coppa Italia, perdendola contro l'Olimpia Milano. Dopo un anno a Forlì in Serie A2, passa alla Scaligera Verona.

### Nazionale
Nel 2008 e 2009 fa parte dell'Italia under 16 con la quale gioca 34 partite per un totale di 222 punti.
Sia nel 2012 che nel 2013 viene convocato dalla Italia under 20 per dei raduni collegiali.

## Statistiche

### Campionato
| Stagione        | Squadra           | Competizione | Partite | Partite | Partite | Statistiche tiro | Statistiche tiro | Statistiche tiro | Altre statistiche | Altre statistiche | Altre statistiche | Altre statistiche | Altre statistiche |
| Stagione        | Squadra           | Competizione | Pres.   | Titol.  | Minuti  | Tiri da 2        | Tiri da 3        | Liberi           | Rimb.             | Assist            | Rubate            | Stopp.            | Punti             |
| --------------- | ----------------- | ------------ | ------- | ------- | ------- | ---------------- | ---------------- | ---------------- | ----------------- | ----------------- | ----------------- | ----------------- | ----------------- |
| 2009-2010       | Mens Sana Siena   | Serie A      | 1       | 0       | 1       | 0/1              | 0/0              | 0/0              | 0                 | 0                 | 0                 | 0                 | 0                 |
| 2010-2011       | Mens Sana Siena   | Serie A      | 3       | 0       | 4       | 0/0              | 1/1              | 0/2              | 0                 | 0                 | 0                 | 0                 | 3                 |
| 2011-2012       | Mens Sana Siena   | Serie A      | 1       | 0       | 1       | 0/1              | 0/0              | 0/0              | 0                 | 0                 | 0                 | 0                 | 0                 |
| 2012-2013       | Pall. Chieti      | DNA          | 32      |         | 416     | 26/60            | 5/30             | 7/13             | 42                | 17                | 32                | 2                 | 74                |
| 2013-2014       | Pall. Firenze     | DNA Silver   | 24      |         | 342     | 25/44            | 8/23             | 13/19            | 52                | 12                | 13                | 1                 | 87                |
| 2014-2015       | Scandone Avellino | Serie A      | 3       | 0       | 3       | 0/0              | 0/0              | 0/0              | 1                 | 0                 | 0                 | 0                 | 0                 |
| 2015-2016       | Scandone Avellino | Serie A      | 22      | 1       | 101     | 4/13             | 2/8              | 1/2              | 12                | 3                 | 4                 | 0                 | 15                |
| 2016-2017       | Scandone Avellino | Serie A      | 23      | 0       | 130     | 2/5              | 4/10             | 3/9              | 17                | 10                | 4                 | 0                 | 19                |
| 2017-2018       | Pall. Forlì       | Serie A2     | 30      |         | 902     | 47/121           | 42/104           | 38/49            | 119               | 36                | 34                | 4                 | 258               |
| 2018-2019       | Scaligera Verona  | Serie A2     | 30      |         | 892     | 35/61            | 47/110           | 22/36            | 79                | 57                | 23                | 0                 | 233               |
| 2019-2020       | Scaligera Verona  | Serie A2     | 16      |         | 493     | 9/27             | 39/83            | 18/27            | 48                | 17                | 11                | 3                 | 153               |
| Totale carriera |                   |              |         |         |         |                  |                  |                  |                   |                   |                   |                   |                   |

## Palmarès
- Campionato italiano: 2

Mens Sana Siena: 2009-2010, 2010-2011
- Campionato italiano: 1 (revocato)

Mens Sana Siena: 2011-2012
- Supercoppa italiana: 2

Mens Sana Siena: 2010, 2011